# Two and a Half Men/Staffel 3
Die dritte Staffel der US-amerikanischen Sitcom Two and a Half Men feierte ihre Premiere am 19. September 2005 auf dem Sender CBS. Die deutschsprachige Erstausstrahlung sendete der deutsche Free-TV-Sender ProSieben vom 16. September 2006 bis zum 24. Februar 2007.
Im deutschsprachigen Raum wurde die erste Staffel unter dem Titel „Mein cooler Onkel Charlie“ ausgestrahlt. Ab der zweiten Staffel wurde der amerikanische Originaltitel verwendet und der deutsche Titel als Zusatz angehängt: Two and a Half Men – Mein cooler Onkel Charlie.

## Darsteller
| Figur                            | Darsteller         | Deutscher Sprecher |
| -------------------------------- | ------------------ | ------------------ |
| Charles „Charlie“ Francis Harper | Charlie Sheen      | Benjamin Völz      |
| Dr. Alan Jerome Harper           | Jon Cryer          | Viktor Neumann     |
| Jacob „Jake“ David Harper        | Angus T. Jones     | Adrian Kilian      |
| Evelyn Harper                    | Holland Taylor     | Astrid Bless       |
| Judith Harper                    | Marin Hinkle       | Christin Marquitan |
| Berta                            | Conchata Ferrell   | Regina Lemnitz     |
| Kandi                            | April Bowlby       | Isabelle Schmidt   |
| Rose                             | Melanie Lynskey    | Cathlen Gawlich    |
| Mia                              | Emmanuelle Vaugier | Ghadah Al-Akel     |

## Episoden
| Nr. (ges.) | Nr. (St.) | Deutscher Titel                             | Originaltitel                                | Erstausstrahlung USA | Deutschsprachige Erstausstrahlung (D) | Regie          | Drehbuch                                                                                        |
| --- | --------- | ------------------------------------------- | -------------------------------------------- | -------------------- | ------------------------------------- | -------------- | ----------------------------------------------------------------------------------------------- |
| 49 | 1         | Vergiss den Techniker                       | Weekend in Bangkok with Two Olympic Gymnasts | 19. Sep. 2005        | 16. Sep. 2006                         | Gary Halvorson | Chuck Lorre & Lee Aronsohn                                                                      |
| Alan verletzt sich beim Reparieren der Fernseherantenne, deshalb kümmert sich an diesem Wochenende Charlie um Jake. Jake möchte abends unbedingt Essen gehen Charlie aber nicht. Jake quengelt daraufhin so lange, bis Charlie mit ihm Essen geht. Dasselbe geschieht auch bei dem Lokal, einer Videothek und einem PlayStation-2-Spiel. Währenddessen kann Alan nicht selbst aufs Klo gehen und blamiert Evelyn. |           |                                             |                                              |                      |                                       |                |                                                                                                 |
| 50 | 2         | Donuts im Stau                              | Principal Gallagher’s Lesbian Lover          | 26. Sep. 2005        | 23. Sep. 2006                         | Gary Halvorson | Susan Beavers & Eddie Gorodetsky                                                                |
| Jake hat in der Schule ein anstößiges Bild über eine Klassenkameradin, Barbara, gemalt. Alan muss versuchen, einen Schulverweis zu verhindern und geht um es zu klären zur Rektorin. Dort begegnet er auch Barbaras Mutter und er verhält sich versehentlich gegenüber beiden beleidigend. Währenddessen soll Charlie in Alans Praxis Anrufe entgegennehmen, stattdessen verwandelt er die Praxis in ein Bordell und arbeitet als ‚Manager‘. |           |                                             |                                              |                      |                                       |                |                                                                                                 |
| 51 | 3         | Die tote Oma im Whirlpool                   | Carpet Burns and a Bite Mark                 | 3. Okt. 2005         | 30. Sep. 2006                         | Gary Halvorson | Handlung: Chuck Lorre Schauspiel: Lee Aronsohn & Don Foster                                     |
| Alan und Judith versuchen es wieder miteinander. Als Charlie das erfährt, erzählt er Evelyn und Rose davon, damit sie ihn zur Vernunft bringen. Das scheitert und Alan findet sich in Judiths Whirlpool wieder, in dem er sich mehrmals verstecken muss, damit Jake ihn nicht bemerkt, weil Judith und er beschlossen haben, dass sie Jake noch nichts von ihrer neuen Beziehung erzählen. Schließlich kommt er auch noch mit Judith ins Bett, aber er streitet sich mit ihr, sodass er in Unterhose fliehen muss. |           |                                             |                                              |                      |                                       |                |                                                                                                 |
| 52 | 4         | Fragen Sie einfach mich                     | Your Dismissive Attitude Toward Boobs        | 10. Okt. 2005        | 7. Okt. 2006                          | Gary Halvorson | Handlung: Chuck Lorre & Lee Aronsohn Schauspiel: Eddie Gorodetsky & Mark Roberts                |
| Berta zieht vorübergehend ins Strandhaus ein. Sie sorgt für starken Streit zwischen Charlie und Alan, sodass Alan beschließt auszuziehen. Weil er aufgrund der Alimente kaum Geld zur Verfügung hat, kommen für ihn nur verwahrloste Wohnungen infrage. Gerade als Alan eine solche erwerben will, überzeugt ihn Evelyn davon, lieber Charlie anzuflehen, damit er weiter bei diesem wohnen darf, was auch so geschieht. |           |                                             |                                              |                      |                                       |                |                                                                                                 |
| 53 | 5         | Mr. Pinky und Mr. Pipi                      | We Called It Mr. Pinky                       | 17. Okt. 2005        | 14. Okt. 2006                         | Gary Halvorson | Mark Roberts & Susan Beavers                                                                    |
| Charlie wird von mehreren Personen gesagt, dass er ein Misogyn (Frauenhasser) sei. Nachdem es ihm nicht gelungen ist, mit seiner Freundin zu schlafen, fragt er Rose um Rat. Sie sagt ihm, dass sie glaubt, dass er nur dieses Problem mit Frauen hat, weil sein Verhältnis zu seiner Mutter ungeklärt ist. Als Charlie Evelyn aufsucht, wird alles nur noch schlimmer, weil Evelyn sagt, dass sie sich in ihm widergespiegelt sieht. Deshalb entscheidet sich Charlie dafür, dass Rose, die Psychologie studiert hat, ihn einmalig behandeln darf. Die Behandlung gelingt, allerdings bringt sie Charlie dazu, immer wenn etwas klingelt unwissentlich wie ein Huhn zu gackern. Währenddessen findet Jake eine Freundin, die ihm jeden Tag ein Kremtörtchen mitbringt, wenn er dafür nicht mit den anderen Mädchen redet. Als die ‚Beziehung‘ zu Ende ist, entschließt Jake sich, ab sofort selbst zu backen. |           |                                             |                                              |                      |                                       |                |                                                                                                 |
| 54 | 6         | Oh Gehörnter!                               | Hi, Mr. Horned One                           | 24. Okt. 2005        | 21. Okt. 2006                         | Gary Halvorson | Handlung: Eddie Gorodetsky & Mark Roberts Schauspiel: Chuck Lorre & Lee Aronsohn                |
| Alan befürchtet, dass sich der Einfluss von Charlies neuer Freundin Isabella negativ auf Jake auswirkt. Als Isabella das erfährt, verflucht sie Alan, sodass dieser nur noch Pech hat und sich mehrmals beim Rasieren schneidet und ein riesiges Gerstenkorn im Auge bekommt. Währenddessen geht Charlie mit Isabella auf eine Party zu seinen Ehren, bei der sie, sobald Charlie benebelt genug ist, zusammen mit 12 anderen Frauen ein Ritual durchführt und Charlie schwören lässt. Am Tag darauf möchte Charlie den Schwur zurücknehmen, ändert dann aber seine Meinung aufgrund der Auswirkungen des Fluches, der folgen würde. Letzten Endes beendet Evelyn die Beziehung, weil sie Isabella kennt und ihr sagt, dass Charlie und Alan ihre Söhne sind. |           |                                             |                                              |                      |                                       |                |                                                                                                 |
| 55 | 7         | Ich kann ihren Skrupel sehen                | Sleep Tight, Puddin’ Pop                     | 7. Nov. 2005         | 28. Okt. 2006                         | Gary Halvorson | Handlung: Eddie Gorodetsky & Don Foster Schauspiel: Chuck Lorre & Lee Aronsohn                  |
| Nachdem Charlie und Alan mit Rose ihren Geburtstag gefeiert haben, wacht Charlie am nächsten Morgen neben seiner Nachbarin auf. Er hat Angst, dass sie ihm nun wieder solche schlimme Dinge antun wird, wie sie es schon früher getan hat. Plötzlich steht auch noch der Vater von Rose, Harvey, vor der Tür um Charlie zu fragen, wann er seine Tochter denn heiraten wolle. Dem Vater wird erklärt, dass keine Beziehung zwischen Rose und Charlie besteht. Doch zu allem Überfluss begibt er sich jetzt in eine Beziehung mit Charlies und Alans Mutter Evelyn. Nach einigen Tagen klingelt Evelyn an der Tür der Brüder und bittet sie um Hilfe, da sie ihren Liebhaber nicht mehr loswird. Mit der Hilfe von Rose vertreiben sie Harvey schließlich aus Evelyns Haus, indem sie Roses Großmutter herbestellen. Am Ende der Episode sieht man Harvey, wie er, wie seine Tochter, stalkt. |           |                                             |                                              |                      |                                       |                |                                                                                                 |
| 56 | 8         | Ich will tanzen                             | That Voodoo That I Do Do                     | 14. Nov. 2005        | 4. Nov. 2006                          | Gary Halvorson | Handlung: Chuck Lorre & Lee Aronsohn Schauspiel: Eddie Gorodetsky & Mark Roberts                |
| Charlie lernt in einem Café eine Frau kennen, von der er aber eine knallharte Abfuhr kassiert. Da er gesehen hat, dass die Frau in einem Tanzmagazin gelesen hatte, sucht er anschließend alle Tanzschulen in der Umgebung ab. Als er die Frau namens Mia wiedergefunden hat, benutzt er Jake als Lockvogel und meldet ihn zum Tanzunterricht bei Mia an. Charlie musste Jake zwar etwas dafür löhnen, doch beim Unterricht verliebt sich Jake dann ebenfalls in Mia. Als er es endlich geschafft hat, Mia zu einem Date zu überreden, wird Jake eifersüchtig und grollt seinem Onkel. Darauf bringt Charlie Mia nach Hause und sagt dies Jake, damit dieser nicht mehr böse auf ihn ist. Jake gibt seine Tanzlehrerin aber dann doch auf, weil er der Meinung ist, dass ‚keine Frau auf der Welt das Tanzen wert sei‘. |           |                                             |                                              |                      |                                       |                |                                                                                                 |
| 57 | 9         | Ein Witz mit Urknall                        | Madame and Her Special Friend                | 21. Nov. 2005        | 11. Nov. 2006                         | Asaad Kelada   | Handlung: Jeff Abugov & Susan Beavers Schauspiel: Chuck Lorre & Lee Aronsohn                    |
| Als Charlie gerade mit Kimber (später Kandi) unter der Dusche steht, schaut seine etwas ältere Nachbarin Norma vorbei, weil Kimbers Wagen vor ihrer Einfahrt steht. Sie begegnet Alan und verbringt den Tag mit ihm, und sie lädt ihn zu einer Wohltätigkeitsveranstaltung ein. Auf dieser unterbreitet Norma Alan den Vorschlag, in Beverly Hills mit ihrem Geld das ‚Alan Harper Gesundheitszentrum‘ zu errichten. Als Gegenleistung will sie nichts weiter als mit Alan zusammenzukommen. Dieser legt sich zuerst noch nicht fest, jedoch bekommt er von Norma auf einem Date eine Platin-Rolex, sodass so hingerissen von dem geplanten Gesundheitszentrum und der Uhr ist, dass er mit Norma schläft. Danach stirbt diese allerdings, und laut Alan waren ihre letzten Worte ‚ich will meine Uhr wiederhaben‘. Außerdem erklärt Charlie, dass Norma ihn nur nicht mochte, weil er früher in derselben Lage wie sein Bruder war und für eine Nacht mit ihr seinen Flügel bekommen hat, er aber nur einen Flügel benötigt hat. |           |                                             |                                              |                      |                                       |                |                                                                                                 |
| 58 | 10        | Etwas Salziges mit Biss                     | Something Salted and Twisted                 | 28. Nov. 2005        | 18. Nov. 2006                         | Rob Schiller   | Handlung: Eddie Gorodetsky & Mark Roberts Schauspiel: Chuck Lorre & Lee Aronsohn                |
| Nachdem Alan sich bei einem Familienessen betrunken hat, beschließt er, während er sich übergibt, Frauen nicht mehr über sich herrschen zu lassen. Am Tag darauf kommt er in der Bar mithilfe von Charlie darauf, dass seine Mutter an seiner Angst vor Zurückweisung schuld ist. Charlie hilft ihm, damit fertigzuwerden, indem er Alan eine Frau heraussuchen lässt, Alan dieser einen Drink spendieren will und sich eine Abfuhr holt. Charlie zeigt ihm, dass die Zurückweisung nichts ausmacht, wenn man viel Alkohol trinkt, und zwingt Alan, sein Glas Bourbon auszutrinken. Später, sich wieder übergebend, stellt Alan fest, dass der Alkohol zwar sehr wohl hilft, es für ihn, ganz im Gegensatz zu Charlie, nur eine vorübergehende Lösung ist. |           |                                             |                                              |                      |                                       |                |                                                                                                 |
| 59 | 11        | Santas Dorf der Verdammten                  | Santa’s Village of the Damned                | 19. Dez. 2005        | 25. Nov. 2006                         | Rob Schiller   | Handlung: Chuck Lorre & Lee Aronsohn Schauspiel: Don Foster & Susan Beavers                     |
| Alan hat eine neue Freundin namens Sandy, die seine Kochkurslehrerin ist. Aufgrund ihrer fabelhaften Kochkünste mästet sie versehentlich Charlie und Alan, sodass beide stark zunehmen. Sandy dekoriert auch das Haus weihnachtlich und kocht für Charlie, Alan und Jake das Weihnachtsessen. Es zeigt sich, dass sie verrückt ist, weil sie noch an den Weihnachtsmann glaubt und völlig ausflippt, als die zwei Deko-Rentiere Donner und Blitzen vertauscht sind. Am Ende der Folge stellt Sandy fest, dass sie Jahr für Jahr versucht, Weihnachten perfekt zu gestalten, der Weihnachtsmann aber trotzdem nicht kommt. Schließlich geht sie noch ein letztes Mal mit Alan ins Bett. |           |                                             |                                              |                      |                                       |                |                                                                                                 |
| 60 | 12        | Ein gewisses Ziehen                         | That Special Tug                             | 9. Jan. 2006         | 2. Dez. 2006                          | Rob Schiller   | Handlung: Don Foster & Susan Beavers Schauspiel: Chuck Lorre & Lee Aronsohn                     |
| Alan erleidet mehrere Nervenzusammenbrüche. Weil Charlie bei jedem anwesend war, geht er zu seiner Psychologin Dr. Linda Freeman. Anscheinend hat sich Alan nicht nur in einer Buchhandlung, sondern auch im Kino nahezu grundlos aufgeregt. Noch dazu hat er Jake und seinen Freunden einen epileptischen Anfall vorgespielt, mit der Begründung, dass Laser-Tag solche hervorrufen kann. Alan bekommt dann auch noch Platzangst im Auto, sodass Charlie ihn herauswirft und am Straßenrand stehen lässt. Später in der Bar bemerkt Charlie, dass Alans Monologe über sein schreckliches Leben bei zwei angetrunkenen Mädchen funktionieren und er spielt ihnen Ähnliches vor. Gerade in dem Moment, in dem die Mädchen nackt im Meer baden, zündet Alan versehentlich einen Vorhang an. Die Feuerwehr kommt; weil die Feuerwehrmänner von Malibu laut Charlie sehr gutaussehend sind, verlieren die Mädchen das Interesse an Charlie und verschwinden mit den Feuerwehrmännern.                                                 |           |                                             |                                              |                      |                                       |                |                                                                                                 |
| 61 | 13        | Selbsterniedrigung ist ein visuelles Medium | Humiliation is a Visual Medium               | 23. Jan. 2006        | 9. Dez. 2006                          | Rob Schiller   | Handlung: Chuck Lorre & Lee Aronsohn Schauspiel: Mark Roberts & Eddie Gorodetsky                |
| Charlie und Mia führen mittlerweile schon länger eine Beziehung, allerdings ohne miteinander zu schlafen. Weil Charlie das nicht mehr aushält, schlägt er Mia die Möglichkeit des Ventils vor, was bedeutet, dass sie ihm erlauben soll, mit einer anderen, bedeutungslosen Frau zu schlafen. Mia ist von diesem Vorschlag angewidert und entsetzt und stürmt aus dem Haus. Als Charlie sich bei ihr entschuldigen will, macht er alles nur noch schlimmer und Mia macht Schluss. Gerade als Mia wieder zum Strandhaus kommt, um sich zu entschuldigen, sieht sie Charlie, wie er sich mit der knackigen, aber recht dummen Kandi unterhält. Zuerst wird sie wieder wütend, aber Charlie schickt Alan zu Kandi und verspricht Mia, mit keiner anderen zu schlafen. Währenddessen zeigt Kandi Alan ihre und Alan Kandi seine Brust. |           |                                             |                                              |                      |                                       |                |                                                                                                 |
| 62 | 14        | Liebe ist geisteskrank                      | Love Isn’t Blind, It’s Retarded              | 6. Feb. 2006         | 16. Dez. 2006                         | Gary Halvorson | Handlung: Chuck Lorre, Lee Aronsohn & Jeff Abougov Schauspiel: Don Foster & Susan Beavers       |
| Mia möchte, dass Charlie Kandi endgültig aufgibt, weil sie das Gefühl hat, dass Kandi, falls ihre Beziehung scheitert, sein Rettungsboot ist. Charlie sträubt sich dagegen und versucht Mia zu erklären, dass er nicht einfach jede Ex-Freundin anrufen kann um ihr zu sagen, dass er jetzt in einer festen Beziehung ist. Mia möchte allerdings trotzdem die Trennung von Kandi. Zuerst lügt Charlie Mia an, die Trennung erfolgt aber automatisch, weil Kandi mit Alan zusammenkommt. Während Judith Alan verdeutlicht, dass sie mit Kandi überhaupt nicht einverstanden ist, schlafen Charlie und Mia das erste Mal miteinander. |           |                                             |                                              |                      |                                       |                |                                                                                                 |
| 63 | 15        | Meine Zunge ist aus Fleisch                 | My Tongue is Meat                            | 27. Feb. 2006        | 23. Dez. 2006                         | Gary Halvorson | Handlung: Eddie Gorodetsky & Mark Roberts Schauspiel: Chuck Lorre & Lee Aronsohn                |
| Mia versucht, Charlie tiefgreifend zu verändern. Sie macht mit ihm Strandspaziergänge und Powerwalks und versucht, ihm das Rauchen und Trinken abzugewöhnen. Weil Charlie das nicht so einfach aufgeben kann, versteckt er sich zum Rauchen und Trinken in der Garage und bezahlt Jake, damit er nichts verrät. Bevor sie zu zweit in ein vegetarisches Restaurant gehen, lässt sich Charlie heimlich von Rose fleischhaltiges Essen bringen und verschlingt dieses sofort. Mia bemerkt den Fleischgeruch, worauf Charlie auch das Trinken und Rauchen beichtet. Als Charlie zu Mias Wohnung kommt, um sich bei ihr zu entschuldigen, ist diese ausgezogen; in ihrem Abschiedsbrief steht, dass sie Charlie zu sehr liebt, um ihn zu verändern, aber nicht genug, um so mit ihm zusammen zu sein, wie er ist. Darum hat sie einen Job in New York angenommen und in ihrer Wohnung wohnt eine Freundin, die, sehr zu Charlies Freude, Stripperin ist.                                                                              |           |                                             |                                              |                      |                                       |                |                                                                                                 |
| 64 | 16        | Was ist ein Quickie?                        | Ergo, The Booty Call                         | 6. März 2006         | 30. Dez. 2006                         | Gary Halvorson | Handlung: Chuck Lorre & Lee Aronsohn Schauspiel: Don Foster & Susan Beavers                     |
| Jake feiert Geburtstag. Rose kreuzt dort mit ihrem neuen Freund Gordon, dem Pizzaboten, auf und versucht, sich an Charlie ranzumachen. Gordon wird von Rose gezwungen, sich so zu kleiden wie Charlie und er muss im Bett, wenn Rose es nicht tut, laut ‚Charlie‘ rufen. Alan verspätet sich zur Party, weil er noch mit Kandi beschäftigt ist. Als sie schließlich doch auf der Party ankommen, fallen sie auf, weil Kandi an der Tür klingelt und sie deshalb alle Partygäste anschauen. Jake selbst kann auch nicht an der Party teilnehmen, weil er Vitamine geschluckt hat, die in Wirklichkeit Viagra waren. |           |                                             |                                              |                      |                                       |                |                                                                                                 |
| 65 | 17        | Der Jingle-Mufti                            | The Unfortunate Little Schnauser             | 13. März 2006        | 6. Jan. 2007                          | Gary Halvorson | Handlung: Mark Roberts & Eddie Gorodetsky Schauspiel: Mark Roberts & Eddie Gorodetsky           |
| Charlie wird zum wiederholten Male für einen Jingle-Preis nominiert. In den sieben Jahren davor hat jedes Mal sein Rivale Archie Baldwin (Jon Lovitz) gewonnen, weswegen Charlie gar nicht mehr an der Preisverleihung teilnehmen möchte. Mit einem Trick bringt Evelyn Charlie dazu, doch hinzugehen. Weil Archie auf der Feier ein Lied namens ‚Save the Orphans' (Rettet die Waisen) singt und die Menschenmenge davon hingerissen ist, beginnt Charlie, sich zu betrinken. Der Tiefpunkt ist für Charlie erreicht, als Evelyn zusammen mit Archie wegfährt, nachdem dieser den Preis erneut gewonnen hat. Alan ist aber trotzdem der Meinung, dass Charlie der Sieger des Abends ist, weil er Rose und Gordon in einer Beziehungskrise geholfen hat. |           |                                             |                                              |                      |                                       |                |                                                                                                 |
| 66 | 18        | Nieren wachsen schneller nach               | The Spit-Covered Cobbler                     | 20. März 2006        | 14. Jan. 2007                         | Gary Halvorson | Handlung: Eddie Gorodetsky & Mark Roberts Schauspiel: Chuck Lorre & Lee Aronsohn                |
| Kandis Auto ist kaputt. Weil die Reparatur ziemlich teuer geworden wäre, kauft Alan ihr gleich ein neues Auto. Alan bemerkt, dass er sowieso finanziell nicht gut dasteht und durch die Ausgaben für Kandi pleite ist. Nachdem Kandi auch noch eine zahnärztliche Behandlung gebraucht hat, hat Alan nicht einmal mehr genug Geld für die Alimente. Um an mehr Geld zu gelangen, nimmt er einen Zweitjob als Pizzabote an und versteigert u. a. Charlies Golfschläger auf Ebay. |           |                                             |                                              |                      |                                       |                |                                                                                                 |
| 67 | 19        | Meine Nichte sitzt im Knast                 | Golly Moses, She’s a Muffin                  | 10. Apr. 2006        | 20. Jan. 2007                         | Gary Halvorson | Handlung: Chuck Lorre & Lee Aronsohn Schauspiel: Mark Roberts & Eddie Gorodetsky                |
| Kandi wohnt seit drei Wochen im Strandhaus. Charlie bekommt das erst mit, als Alan ihn darauf hinweist und verbringt den Rest der Folge damit herauszufinden, welche Möbelstücke von ihm selbst gekauft wurden und welche jemand anderes ins Haus gestellt hat. Währenddessen organisiert Alan Kandi einen Job als seine Empfangsdame in der Praxis; weil beide nach nur einem Arbeitstag entnervt waren, kündigt Kandi und zieht zusammen mit Judith über Alan her. Letzten Endes zieht sie um zu Judith. |           |                                             |                                              |                      |                                       |                |                                                                                                 |
| 68 | 20        | Wie im Hamsterkäfig                         | Always a Bridesmaid, Never a Burro           | 24. Apr. 2006        | 27. Jan. 2007                         | Gary Halvorson | Handlung: Chuck Lorre & Lee Aronsohn Schauspiel: Susan Beavers & Don Foster                     |
| Kandi wohnt immer noch bei Judith. Charlie versucht, Alan zu helfen, indem er ihm vorschlägt, dass Kandis Mutter Mandi, mit der er schläft, mit Kandi reden könnte. Das macht diese auch, und Alan und Kandi versöhnen sich und ziehen sich in Judiths Haus ins Schlafzimmer zurück. Währenddessen machen Charlie und Mandi es sich im Wohnzimmer gemütlich, doch sie werden von Judith unterbrochen, die etwas mit Kandis Vater Andy hat. Die drei Paare landen schließlich alle im Whirlpool, aber nur Charlie und Mandi können darin bleiben, weil Judith sie nicht bemerkt und demnach nicht wie Alan, Kandi und Andy aus dem Whirlpool und aus dem Haus schmeißen kann. |           |                                             |                                              |                      |                                       |                |                                                                                                 |
| 69 | 21        | Unmusikalisch und arrogant                  | And the Plot Moistens                        | 1. Mai 2006          | 3. Feb. 2007                          | Jerry Zaks     | Handlung: Eddie Gorodetsky & Jim Patterson Schauspiel: Chuck Lorre, Lee Aronsohn & Mark Roberts |
| Jakes Lehrerin findet, dass Jake sich mehr an außerschulischen Aktivitäten beteiligen sollte, und er kommt in die Theatergruppe. Er probt den Gesang mit Charlie, aber er verbessert sich trotzdem nicht. Alan trifft sich nicht nur mit Kandi, sondern auch mit Jakes Lehrerin. Die eine kommt immer dann nach Malibu, wenn die jeweils andere gerade bei Alan ist. Charlie lügt die gerade kommende immer zu seinem Vergnügen an, so ist Alan zum Beispiel durch Charlies Lüge gezwungen, Kandi eine Diamanthalskette zu schenken. Jakes Lehrerin gibt ihm trotz seiner mäßigen Singkünste die Hauptrolle, was auf Charlies Lüge ihr gegenüber zurückzuführen ist. Auf der Veranstaltung findet die Lehrerin das mit Alan und Kandi doch heraus. |           |                                             |                                              |                      |                                       |                |                                                                                                 |
| 70 | 22        | Ein Mann braucht höhere Ziele               | Just Once With Aunt Sophie                   | 8. Mai 2006          | 10. Feb. 2007                         | Lee Aronsohn   | Lee Aronsohn & Chuck Lorre                                                                      |
| Jake ist zu seiner ersten Party mit Mädchen eingeladen. Charlie und Alan helfen ihm, sich für die Party umzustylen, und Charlie gibt ihm Tipps zum Umgang mit Mädchen. Auf der Party verliert Jake immer wieder den Mut und ruft auf Alans Handy an, spricht aber immer mit Charlie, weil er der einzige ist, der ihm weiterhelfen kann. Weil Charlie und Alan in einem Café warten, bekommt die Bedienung das mit Jake mit und flirtet mit Charlie. So hat nicht nur Jake eine erfolgreiche erste Party mit Mädchen, sondern Charlie auch die Nummer der Bedienung. |           |                                             |                                              |                      |                                       |                |                                                                                                 |
| 71 | 23        | Die Samenspende                             | Arguments for the Quickie                    | 15. Mai 2006         | 17. Feb. 2007                         | James Widdoes  | Handlung: Susan Beavers & Don Foster Schauspiel: Chuck Lorre & Lee Aronsohn                     |
| Mia ist mit ihrer Tanzgruppe wieder in der Stadt und schenkt Charlie, Alan, Kandi und Jake Freikarten für ihre Aufführung. Nach der Darbietung trifft sie sich mit Charlie und bittet ihn um eine Samenspende. Sie begründet ihre Bitte damit, dass sie Kinder will und nicht ewig auf den richtigen Mann warten will. Charlie entscheidet sich dafür, ihrer Bitte nachzukommen, aber als er bei der Samenbank ist, kann er es einfach nicht, weil der Gedanke, dass eins seiner Kinder fern von ihm aufwachsen und ihn nie kennenlernen könnte, ihn fertigmacht. Am Ende der Episode macht Charlie Mia einen Heiratsantrag. |           |                                             |                                              |                      |                                       |                |                                                                                                 |
| 72 | 24        | Zwei Hochzeiten und ein Lachanfall          | That Pistol-Packin’ Hermaphrodite            | 22. Mai 2006         | 24. Feb. 2007                         | James Widdoes  | Handlung: Chuck Lorre & Lee Aronsohn Schauspiel: Susan Beavers & Don Foster                     |
| Charlie und Mia planen die Hochzeit. Dazu lädt Mias Vater Charlie, Alan, Kandi, Evelyn und Jake zum Essen mit Mias Familie ein. Nachdem das Familienessen furchtbar schiefgegangen ist, taucht auch noch Rose im Brautkleid vor Mias Wohnungstür auf und sagt ihr, dass sie es auf der Hochzeit tragen will. So kommen Mia und Charlie darauf, dass sie Freunde oder Verwandte des Partners nicht auf der Hochzeit haben wollen und sie beschließen, nach Las Vegas zu fahren und durchzubrennen. Charlie und Mia wollen gerade heiraten, als Mia Charlie sagt, dass Alan nach ihrer Hochzeit bei Charlie ausziehen muss. Deshalb bläst Charlie die Hochzeit ab. Alan bittet ihn um den Verlobungsring für Mia, damit er Kandi heiraten kann. |           |                                             |                                              |                      |                                       |                |                                                                                                 |

## DVD-Veröffentlichung
In den Vereinigten Staaten wurde die DVD zur dritten Staffel am 13. Mai 2008 veröffentlicht. In Deutschland ist die DVD zur dritten Staffel seit dem 7. Dezember 2007 erhältlich.